# Agyelina Dmitrijevna Szotnyikova
Agyelina Dmitrijevna Szotnyikova (oroszul: Аделина Дмитриевна Сотникова; 1996. július 1.–) orosz műkorcsolyázó, a 2014. évi téli olimpia bajnoka egyéniben, ezzel Oroszország első női egyéni olimpiai bajnoka műkorcsolyában.

## Eredményei
| Eredmények | Eredmények | Eredmények | Eredmények | Eredmények | Eredmények | Eredmények | Eredmények |
| Nemzetközi | Nemzetközi | Nemzetközi | Nemzetközi | Nemzetközi | Nemzetközi | Nemzetközi | Nemzetközi |
| Esemény | 2007–08    | 2008–09    | 2009–10    | 2010–11    | 2011–12    | 2012–13    | 2013–14    |
| --- | ---------- | ---------- | ---------- | ---------- | ---------- | ---------- | ---------- |
| Olimpia |            |            |            |            |            |            | 1.         |
| VB |            |            |            |            |            | 9.         |            |
| EB |            |            |            |            |            | 2.         | 2.         |
| Grand Prix Final |            |            |            |            |            |            | 5.         |
| GP Bompard |            |            |            |            |            |            | 2.         |
| GP Kína-kupa |            |            |            |            | 3.         |            | 2.         |
| GP Rostelecom |            |            |            |            | 3.         | 5.         |            |
| GP Skate America |            |            |            |            |            | 3.         |            |
| Nebelhorn |            |            |            |            |            | 2.         |            |
| Golden Spin |            |            |            |            | 1.         |            |            |
| Nemzetközi: Junior |            |            |            |            |            |            |            |
| Ifjúsági VB |            |            |            | 1.         | 3.         |            |            |
| Ifjúsági olimpia |            |            |            |            | 2.         |            |            |
| JGP Final |            |            |            | 1.         |            |            |            |
| JGP Ausztria |            |            |            | 1.         |            |            |            |
| JGP Nagy-Britannia |            |            |            | 1.         |            |            |            |
| NRW Trophy | 6. J.      |            |            |            |            |            |            |
| Nemzeti |            |            |            |            |            |            |            |
| Esemény | 2007–08    | 2008–09    | 2009–10    | 2010–11    | 2011–12    | 2012–13    | 2013–14    |
| Orosz bajnokság |            | 1.         | 4.         | 1.         | 1.         | 3.         | 1.         |
| Orosz ifjúsági bajnokság | 10.        | 1.         | 6.         |            |            |            |            |
| Csapatversenyek |            |            |            |            |            |            |            |
| World Team |            |            |            |            | 5T/4P      | 4T/4P      |            |
| Japan Open |            |            |            |            |            |            | 3T/4P      |
| J. = junior szint GP = Grand Prix; JGP = Junior Grand Prix T = Csapateredmény; P = Egyéni eredmény; csak a csapateredményért jár érem |            |            |            |            |            |            |            |